# Dana Hill
Dana Lynne Goetz (født 6. maj 1964 i Encino, Californien, død 15. juli 1996 i Burbank, Californien) var en amerikansk skuespiller. Dana var i løbet af sit kun 32 årige liv, en af de mest benyttede stemmeskuespillere. Desværre havde hun haft type 1 Diabetes, siden hun var 10 hvilket resulterede i, at hun fysisk havde samme krop som et stort barn. Hun døde 32 år gammel, af et slagtilfælde.